# 캐피털 게이트

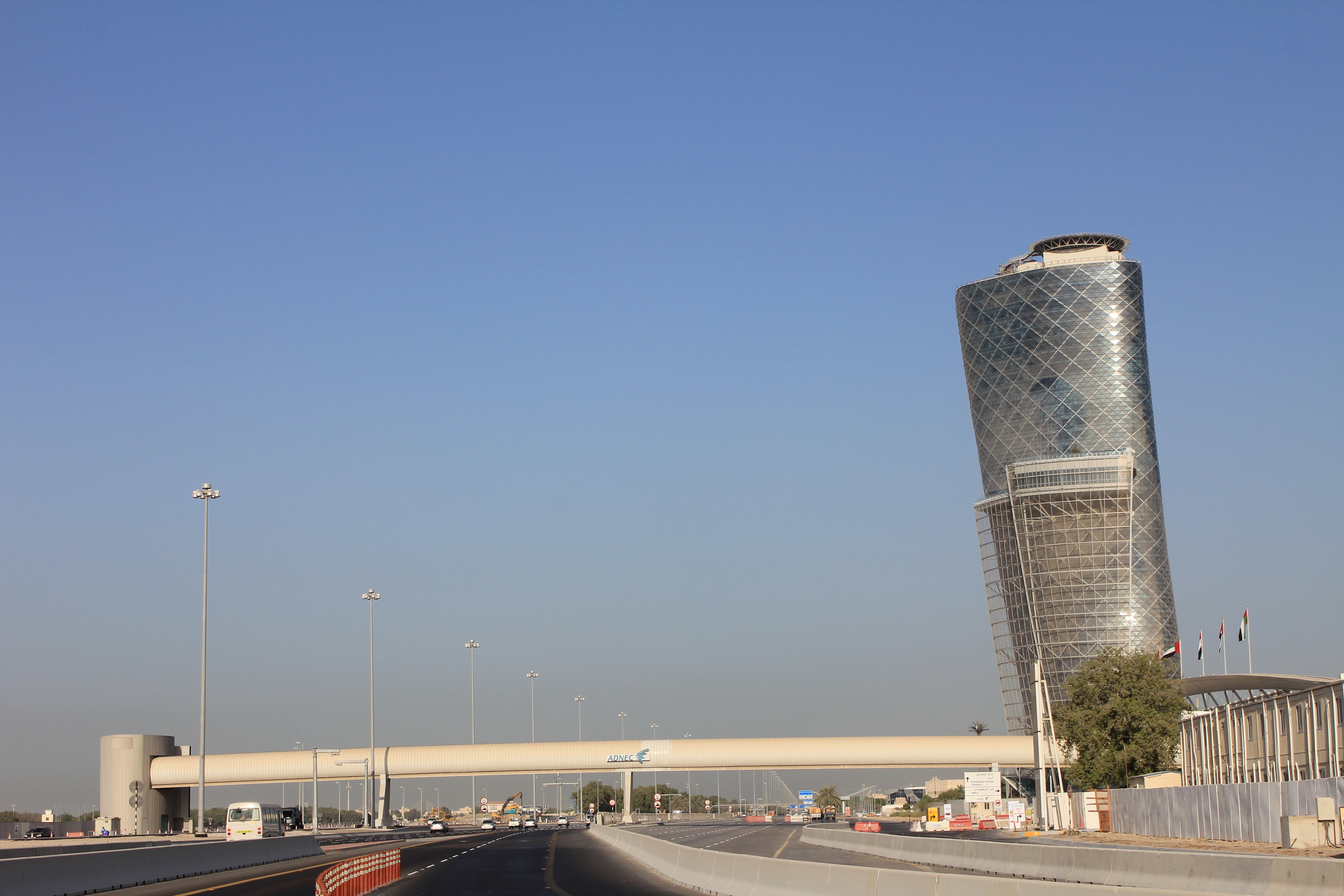

캐피털 게이트(Capital Gate)는 아랍에미리트 아부다비에 있는 마천루이다. 아부다비 국립 엑스포 센터에 인접해 있다. 서쪽 방향으로 18도 정도 기울여 설계되어 있는 것이 특징으로, 바닥은 수평을 유지하고 있다. 캐피털 게이트는 총 160m로 35층까지 있으며, 12층까지는 곧게 되어있고 13층부터는 30~120cm정도 튀어나와 있다.